# 死亡實驗
《死亡實驗》（德語：Das Experiment），2001年的德國電影，故事改編自马里奥·佐丹奴於1999年出版的小說《黑盒》，而小說則根據1971年美国斯坦福大學監獄實驗寫成。

## 故事內容
電影中的男主角任職計程車司機，一次偶然的機會看到報紙上的心理實驗招聘廣告並前往應徵。其後，男主角與其餘19人被選為實驗對象。其中8人被選為獄卒，其餘12人為犯人。只要完成為期2星期的實驗，每人可收到4,000馬克作為酬金。若有人在此次實驗中動武則會立即被取消資格。此外，男主角收受傳媒酬金為其偷拍實驗內容。
開始時各人相安無事，有講有笑。其後情況逐漸失控，擔任獄卒的角色開始動刑虐待犯人。其中一名獄卒因不願同流合污而被其他獄卒貶為犯人，最後甚至監控該實驗的研究員及女助理皆被失控的獄卒囚禁。雖然最後眾人逃脫，但其中82號犯人及負責此次實驗的主管被殺死。

## 外部連結
- 互联网电影数据库（IMDb）上《死亡實驗》的资料（英文）